# Sevastopol Titans
I Sevastopol Titans sono una squadra di football americano di Sebastopoli, in Crimea.

## Dettaglio stagioni

### Tornei nazionali

#### Campionato

##### Campionato russo/LAF
| Stagione | regular season | regular season | regular season | regular season | regular season | regular season | playoff | playoff | playoff | playoff | playoff | playoff          | playoff         |
|          | Vin            | Par            | Per            | Tot            | PF             | PS             | Vin     | Per     | Tot     | PF      | PS      | risultato        | avversaria      |
| -------- | -------------- | -------------- | -------------- | -------------- | -------------- | -------------- | ------- | ------- | ------- | ------- | ------- | ---------------- | --------------- |
| 2014     | 3              | 0              | 1              | 4              | 149            | 60             | -       | -       | -       | -       | -       | -                | -               |
| 2015     | 2              | 0              | 0              | 2              | 46             | 19             | 0       | 1       | 1       | 0       | 20      | Wild Card        | Podolsk Vityaz  |
| 2016     | 4              | 0              | 0              | 4              | 127            | 30             | 2       | 1       | 3       | 55      | 16      | Ottavi di finale | Moscow Spartans |
| Totale   | 9              | 0              | 1              | 10             | 322            | 109            | 2       | 2       | 4       | 55      | 36      |                  |                 |

Fonti: Enciclopedia del Football - A cura di Roberto Mezzetti

##### Pervaja Liga
| Stagione | regular season | regular season | regular season | regular season | regular season | regular season | playoff | playoff | playoff | playoff | playoff | playoff   | playoff    |
|          | Vin            | Par            | Per            | Tot            | PF             | PS             | Vin     | Per     | Tot     | PF      | PS      | risultato | avversaria |
| -------- | -------------- | -------------- | -------------- | -------------- | -------------- | -------------- | ------- | ------- | ------- | ------- | ------- | --------- | ---------- |
| 2020     | 3              | 0              | 0              | 3              | 76             | 40             | -       | -       | -       | -       | -       | -         | -          |
| Totale   | 3              | 0              | 0              | 3              | 76             | 40             | -       | -       | -       | -       | -       |           |            |

Fonti: Enciclopedia del Football - A cura di Roberto Mezzetti

### Riepilogo fasi finali disputate
| Anno           | Luogo       | Evento           | Fase del torneo  | Incontro                            | Risultato |
| 8 agosto 2015  | Podol'sk    | Campionato russo | Wild Card        | Podolsk Vityaz - Bern Grizzlies     | 20 - 0    |
| 13 agosto 2016 | Sebastopoli | LAF              | Ottavi di finale | Sevastopol Titans - Moscow Spartans | 3 - 13    |